# هتل نقاب پوشان
هتل نقاب پوشان (انگلیسی: Masquerade Hotel) فیلمی محصول ۲۰۱۹ ژاپن در ژانر جنایی به کارگردانی ماساوکی سوزوکی است. دنباله این فیلم با نام، شب بالماسکه، در سپتامبر ۲۰۲۱ منتشر شد.

## داستان فیلم
در جریان تحقیقات پلیس از یک قاتل زنجیره ای در توکیو، پلیس سر از هتلی درمی‌آورد که ممکن است قتل بعدی در آنجا رخ دهد. کارآگاه نیتا به‌طور نامحسوس در قسمت پذیرش هتل شروع به کار می‌کند. یاماگیشی نائومی که در قسمت پذیرش هتل کار می‌کند، انتخاب شده‌است تا کارگاه راآموزش دهد. تمرکز نیتا روی دستگیر کردن قاتل است، درحالی که نائومی امنیت مهمانان را در اولویت قرار می‌دهد.